# Docas de St Katherine

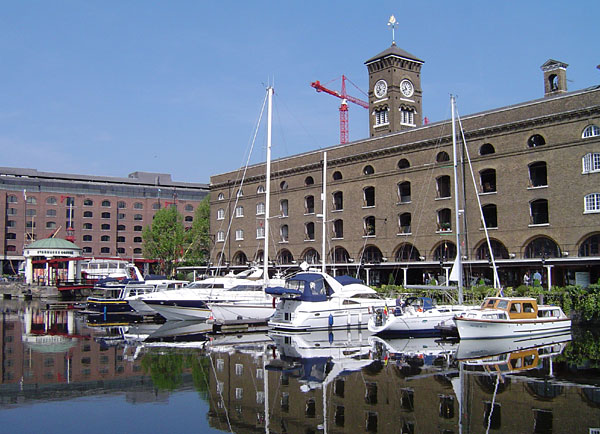
St Katharine Docks, Londres

As docas de St Katharine, em Tower Hamlets, foram uma das docas comerciais que serviram Londres, no lado norte do rio Tâmisa, a leste da Torre de Londres e da Tower Bridge. Faziam parte do Porto de Londres, na actual zona conhecida como Docklands, e constituem uma zona habitacional e de lazer.